# Karl von Fischer-Treuenfeld
Theodor Friedrich Karl von Fischer-Treuenfeld, från 1933 von Treuenfeld, född 31 mars 1885 i Flensburg, död 6 juni 1946 i Allendorf, var en tysk SS-Gruppenführer och generallöjtnant i Waffen-SS.

## Biografi

### Andra världskriget
von Treuenfeld var befälhavare för Waffen-SS i Böhmen-Mähren från december 1941 till september 1942. Den 27 maj 1942 utsattes riksprotektorn i Böhmen-Mähren, Reinhard Heydrich, för ett attentat och avled en dryg vecka senare. Attentatsmännen, bland andra Jan Kubiš och Jozef Gabčík, hade sökt skydd i Karl Borromäus-Kirche i Prag. Den 18 juni gav von Treuenfeld order om att SS-trupper skulle storma kyrkan. Det visade sig dock att attentatsmännen hade begått självmord.
von Treuenfeld råkade senare i meningsskiljaktigheter med Gestapo och förflyttades för att kommendera Waffen-SS i södra Ryssland och Ukraina (BdW Rußland-Süd und Ukraine). I november 1943 efterträdde han Lothar Debes som befälhavare för 10. SS-Panzer-Division Frundsberg, men fick lämna ifrån sig befälet i april året därpå efter att ha sårats vid Ternopil. Efter konvalescens utnämndes han till befälhavare för Waffen-SS i Italien.
Efter andra världskrigets slut hamnade von Treuenfeld i amerikansk krigsfångenskap, i vilken han i juni 1946 begick självmord.

## Utmärkelser
Första världskriget
- Järnkorset av andra klassen
- Järnkorset av första klassen
- Såradmärket i svart
- Landesorden

Andra världskriget
- Ärekorset
- Tilläggsspänne till Järnkorset av andra klassen
- Tilläggsspänne till Järnkorset av första klassen
- Östfrontsmedaljen
- Tyska korset i guld
- SS Hederssvärd
- SS-Ehrenring (Totenkopfring)